# Michel Feugère
Michel Feugère (* 3. Juli 1955 in Roanne) ist ein französischer Archäologe und Kunstmaler.
Er studierte Literaturwissenschaft, Kunstgeschichte und Archäologie an der Universität Lyon und in Aix-Marseille. 1985 promovierte er mit einer Dissertation zu gallischen Fibeln. Er ist Ressortleiter am Centre national de la recherche scientifique für den Fachbereich mediterrane Archäologie (UMR 5140). Sein Spezialgebiet sind Fibeln und archäologische Kleinfunde. 
Feugère ist korrespondierendes Mitglied des Deutschen Archäologischen Institutes.
Neben seiner Arbeit als Archäologe malt Feugère abstrakte Gemälde, die bereits international ausgestellt wurden.

## Veröffentlichungen (Auswahl)
- Les fibules en Gaule méridionale. Paris 1985 (Digitalisat).